# محطة جنوب أوكرانيا للطاقة النووية
محطة جنوب أوكرانيا للطاقة النووية هي محطة نووية تقع في ميكولايف أوبلاست، أوكرانيا على بعد 350 جنوب العاصمة كييف وهو ثاني أكبر محطة نووية في أوكرانيا. في 19 سبتمبر 2022 تعرضت المحطة لقصف مدفعي روسي وأنفجر صاروخ على بعد حوالي 300 متر من المفاعل النووي مما أدى إلى تدمير نوافذ المباني وإلحاق أضرار بمحطة طاقة كهرومائية مجاورة.